# عبد المجيد جعفر
عبد المجيد جعفر لاعب كرة قدم سابق ومدرب سوداني من مواليد العاصمة الخرطوم. لعب لمنتخب السودان لكرة القدم والمريخ
يشغل حالياً منصب المدرب العام لنادي المريخ الناشط في الدوري السوداني الممتاز.

## المسيرة المهنية
كان لاعباً لأندية الخرطوم 3 (الخرطوم الوطني حالياً) ثم الموردة وأخيراً المريخ، حيث تألق مع الأخير ويعتبر أحد أبرز هدافيه، إذ يعتبر هداف الدوري السوداني الممتاز مرتين موسمي 1997 و1998. كما ساهم في تتويج المريخ بلقبي الدوري والكأس.
بعد اعتزاله اتجه إلى التدريب، حيث درب في مسيرته 12 نادياً أبرزها: المريخ والموردة والخرطوم وأهلي عطبرة والميرغني وبري.

## الإنجازات

### مع الموردة
- كأس السودان (1): 1995.

### مع المريخ
- الدوري السوداني الممتاز (4): 1997، 2000، 2001، 2002.
- كأس السودان (2): 1996، 2001.

### فردياً
- هداف الدوري السوداني الممتاز (2): 1997، 1998.

## الحياة الشخصية
متزوج وأب لولد وثلاث بنات.